# Mezmerize
Mezmerize je čtvrté studiové album americké metalové skupiny System of a Down. Je to první část dvojalba Mezmerize/Hypnotize. V Evropě vyšlo album 17. května 2005.
Ve Spojených státech se album umístilo nejlépe na prvním místě hitparád, v Británii bylo o stupínek horší, tedy druhé. Album bylo oceněno platinovou deskou. V první desítce prodejnosti se v některých žebříčcích umístily i singly z tohoto alba – B.Y.O.B. nejvýše na čtvrté a Question! na sedmé místo.

## Seznam skladeb
- Všechnu hudbu a texty napsali Daron Malakian a Serj Tankian, pokud není psáno jinak.

| Pořadí | Název                                            | Autor    | Délka |
| ------ | ------------------------------------------------ | -------- | ----- |
| 1.     | Soldier Side – Intro                             | Malakian | 1:03  |
| 2.     | B.Y.O.B.                                         |          | 4:15  |
| 3.     | Revenga                                          |          | 3:48  |
| 4.     | Cigaro                                           |          | 2:11  |
| 5.     | Radio/Video                                      | Malakian | 4:09  |
| 6.     | This Cocaine Makes Me Feel Like I'm on This Song |          | 3:17  |
| 7.     | Violent Pornography                              | Malakian | 3:31  |
| 8.     | Question!                                        | Tankian  | 3:20  |
| 9.     | Sad Statue                                       |          | 3:25  |
| 10.    | Old School Hollywood                             | Malakian | 2:56  |
| 11.    | Lost in Hollywood                                |          | 5:20  |